# فقر متمرکز

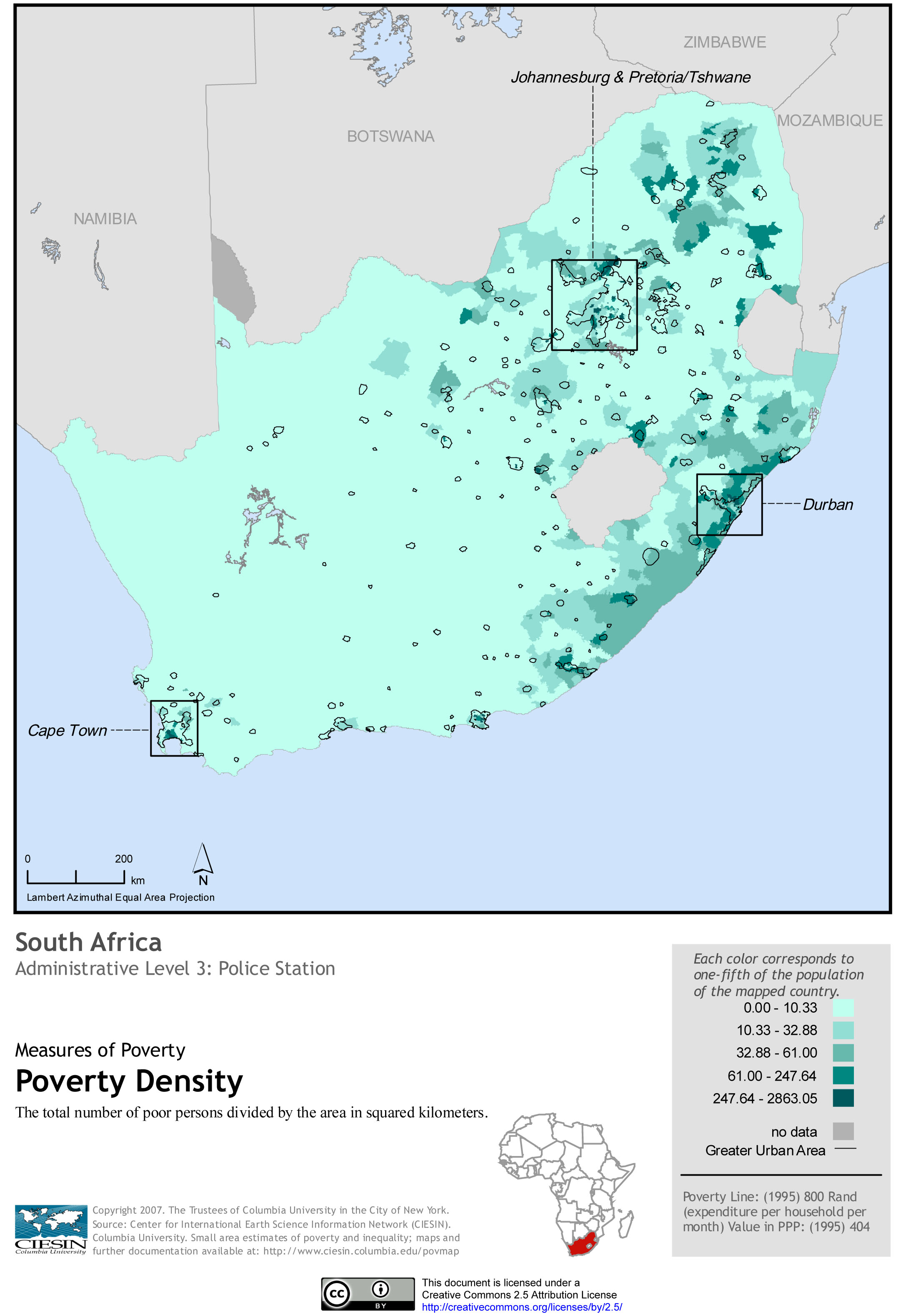
تراکم فقر آفریقای جنوبی

فقر متمرکز (به انگلیسی:Concentrated poverty) اصطلاحی است که به توزیع فضایی محرومیت اجتماعی-اقتصادی، و به ویژه بر تراکم جمعیت فقیر توجه و اشاره دارد. در ایالات متحده، استفاده متداول از اصطلاح فقر متمرکز در زمینه‌های مربوط به سیاست‌ها و حوزه‌های «فقر مطلق» یا «فقر بالا/زیاد» مشاهده می‌شود. این اصطلاحات در سرشماری ایالات متحده به عنوان مناطقی تعریف می‌شوند که «۴۰ درصد از جمعیت در آن زیر آستانه فقر فدرال قرار دارند.» حجم وسیعی از ادبیات علمی استدلال می‌کند که مناطق دارای فقر متمرکز بارهای بیشتری را بر دوش خانواده‌های فقیر ساکن در آن‌ها وارد می‌کند، باری فراتر و بیشتر از آنچه شرایط فردی این خانواده‌ها ممکن است بر آنها متحمل کند. تحقیقات همچنین نشان می‌دهد که مناطق با فقر متمرکز می‌توانند اثراتی فراتر از محله مورد نظر داشته باشند و بر محله‌های اطراف که به عنوان «فقر زیاد» طبقه‌بندی نشده‌اند، تأثیر بگذارد و متعاقباً پتانسیل کلی اقتصادی و انسجام اجتماعی آنها را محدود کند. فقر متمرکز یک پدیده جهانی است که نمونه‌های برجسته‌ای در سراسر جهان دارد. علیرغم تعاریف متفاوت، عوامل مؤثر و تأثیرات کلی، فقر متمرکز جهانی موضوع اصلی خود یعنی تراکم فضایی را حفظ کرده‌است. برنامه‌های متعددی با درجات مختلف با تلاشی موفقیت‌آمیز یا منفی در داخل ایالات متحده تلاش کرده‌اند تا این مشکل را حل کنند.